# Desmond Llewelyn
Desmond Wilkinson Llewelyn (Newport, 12 de septiembre de 1914-Firle, Inglaterra; 19 de diciembre de 1999) fue un actor británico, conocido por representar el papel de Q en diecisiete películas de la serie Bond. Q es el intendente del laboratorio del MI6, encargado de equipar al agente 007 con diferentes utensilios o gadgets. 

## Biografía
Llewelyn nació el 12 de septiembre de 1914 en Blaen-y-Pant House en Bettws en Newport, hijo de Mia (de soltera Wilkinson) e Ivor Llewelyn. El padre de Desmond era un ingeniero de minas de carbón, que compró el primer automóvil de producción de Bentley, un Bentley de 3 litros de WO Bentley en 1921. Su abuelo paterno, Llewelyn Llewelyn de Kings Hill, fue el Alto Sheriff de Monmouthshire, así como Gerente General de la Powell-Dyffryn Steam Coal Company.
Aunque Llewelyn quería ser ministro, se involucró en producciones teatrales durante su educación en el Radley College. Al principio trabajó como ayudante de escena, pero su compañero de estudios Dennis Price lo animó a asumir más papeles de actor. Durante su educación, Llewelyn ganó renombre como deportista habilidoso, en particular como jugador de rugby, y siguió siendo un fanático del juego durante toda su vida.  El joven Llewelyn jugaría al rugby para Newport RFC y se lo puede ver vistiendo la corbata del club en The Living Daylights, así como la del Malpas Cricket Club en Octopussy.
A pesar de las objeciones de su padre, Llewelyn decidió dedicarse a la actuación y fue aceptado en la Real Academia de Arte Dramático en 1934. En 1937, Llewelyn encontró trabajo con varios papeles pequeños en el escenario, trabajando con Matthew Forsyth y los Forsyth Players, y fue a través de esta compañía que Llewelyn conoció a Pamela Mary Pantlin con quien se casó en 1938. Al año siguiente, Llewelyn apareció en su primer largometraje, la comedia británica Ask a Policeman.
La incipiente carrera actoral de Llewelyn se vio interrumpida por el estallido de la guerra en 1939 , cuando fue nombrado segundo teniente de los Fusileros Reales de Gales. En 1940, su unidad participó en la lucha contra una división Panzer completa durante varios días cerca de la ciudad francesa de Lille, pero fueron superados en el intento de retirarse a Dunkerque, y Llewelyn fue capturado. Pasó el resto de la guerra en campos de prisioneros de guerra, primero en Laufen, antes de ser transferido al castillo de Colditz (Oflag IV-C) tras su intento de fuga de Laufen mediante un túnel. Llewelyn permaneció preso en Colditz hasta que fue liberado por las fuerzas aliadas en 1945.

## Trayectoria
Después de la guerra, Llewelyn continuó su carrera como actor, volviendo a trabajar en televisión en la película de Sir Robert Atkins de 1946 El sueño de una noche de verano. También actuó en el teatro con Laurence Olivier y Vivien Leigh, antes de aparecer en la película de Olivier de 1948 Hamlet. Llewelyn continuó ganando trabajo en televisión, en particular interpretando al Sr. Hyde en El extraño caso del Dr. Jekyll y Mr. Hyde, así como papeles en series de televisión Mi esposa Jacqueline, Las aventuras de Robin Hood y El hombre invisible.
En 1950, Llewelyn aprovechó tanto su experiencia de guerra como su origen galés para interpretar un papel secundario como "'77 Jones", un comandante de tanque galés en la película They Were Not Divided dirigida por Terence Young. A lo largo de la década de 1950, Llewelyn apareció en varios papeles pequeños en películas como The Lavender Hill Mob, Valley of Song, A Night to Remember, Knights of the Round Table, Sword of Sherwood Forest y una aparición en The Curse of the Werewolf, la película de terror de Hammer de 1961. 

### Serie deJames Bond
En 1963, Terence Young le pidió a Llewelyn que leyera para el papel del intendente mayor Boothroyd en la segunda película oficial de la serie de películas de Bond, Desde Rusia con amor (1963). Tanto Young como Ian Fleming querían que 'Q' fuera interpretado con un fuerte acento galés (ya que Llewelyn usó su acento nativo mientras trabajaba con Young en They Were Not Divided). Llewelyn no estuvo de acuerdo, persuadiéndolos de que el personaje debería tener un acento inglés de clase alta. A pesar de esto, Llewelyn fue elegido para el papel.
Llewelyn se convertiría en un elemento básico de la serie de películas durante más de treinta años, interpretando a "Q", el intendente del MI6 desde 1963 hasta 1999. Llewelyn apareció en todas las producciones cinematográficas de EON excepto en Vive y deja morir de 1973, en la que el personaje no apareció.
Su última aparición como Q antes de su muerte fue en The World Is Not Enough (1999). Durante su sesión informativa con 007 en la película, Q presenta al personaje de John Cleese, R, como su presunto heredero, y la película alude al retiro de Q, a lo que Bond, después de ver a Q, expresa su esperanza de que no sea pronto. La respuesta de Q es amonestar a Bond para que "siempre tenga un plan de escape", después de lo cual se baja por el suelo de su laboratorio. Llewelyn había declarado poco antes de su muerte que no tenía planes de retirarse y que seguiría interpretando a Q "mientras los productores me quieran y el Todopoderoso (Dios) no".

### Otros roles
Llewellyn continuó actuando en otros papeles a lo largo de su mandato como 'Q', en particular apareciendo en la película de 1963 Cleopatra (como senador romano) y la producción de PBS de 1981 de Dr. Jekyll y Mr. Hyde , y tuvo un pequeño papel en el musical Chitty Chitty Bang Bang (1968), que a su vez estaba basado en un libro infantil del autor de Bond, Ian Fleming. Llewelyn también aparecería como Geoffrey Maddocks ('El Coronel') en la serie de televisión británica Follyfoot de 1971 a 1973, y en la producción de la BBC de Gales The Life and Times of David Lloyd George con Philip Madoc.  
La película de Bond Vive y deja morir se filmó durante la tercera temporada de Follyfoot, y Llewelyn fue descartado de la serie durante tres episodios para que pudiera aparecer en la película. Sin embargo, los productores de Bond finalmente decidieron dejar al personaje fuera de la película de todos modos, para gran disgusto de Llewelyn.
Fue protagonista de This Is Your Life en 1995, cuando fue sorprendido por Michael Aspel en el Hotel Hyde Park de Londres, durante el lanzamiento de prensa de la nueva película de Bond, GoldenEye.

## Muerte
Murió a sus 85 años en un accidente de tráfico en Village of Berwick, East Sussex, un mes después de que se estrenara The World Is Not Enough, al manejar su propio automóvil, un Renault Mégane, estrellándose contra un Fiat Bravo.
Roger Moore, quien filmara con él seis de las siete películas que protagonizó como el agente 007, fue el orador en su responso, realizado en la iglesia St. Mary the Virgin Church en Battle, Sussex.

## Filmografía selecta
- Desde Rusia con amor (1963) como mayor Boothroyd / Q
- Cleopatra (1963) como senador
- Goldfinger (1964) como Mayor Boothroyd / Q
- Thunderball (1965) como Mayor Boothroyd / Q
- You Only Live Twice (1967) como Mayor Boothroyd / Q
- Chitty Chitty Bang Bang (1968) como Coggins.
- On Her Majesty's Secret Service (1969) como el mayor Boothroyd / Q
- Diamonds Are Forever (1971) como Mayor Boothroyd / Q
- Follyfoot (1971-1973, serie de TV) como el coronel.
- The Man with the Golden Gun (1974) como el mayor Boothroyd / Q
- The Spy Who Loved Me (1977) como el mayor Boothroyd / Q
- Moonraker (1979) como el mayor Boothroyd / Q
- For Your Eyes Only (1981) como Mayor Boothroyd / Q
- Octopussy (1983) como Mayor Boothroyd / Q
- A View to a Kill (1985) como Mayor Boothroyd / Q
- The Living Daylights (1987) como Mayor Boothroyd / Q
- Licencia para matar (1989) como Mayor Boothroyd / Q
- GoldenEye (1995) como Mayor Boothroyd / Q
- El mañana nunca muere (1997) como Mayor Boothroyd / Q
- The World Is Not Enough (1999) como Mayor Boothroyd / Q